# Wilhelm Johann Maier

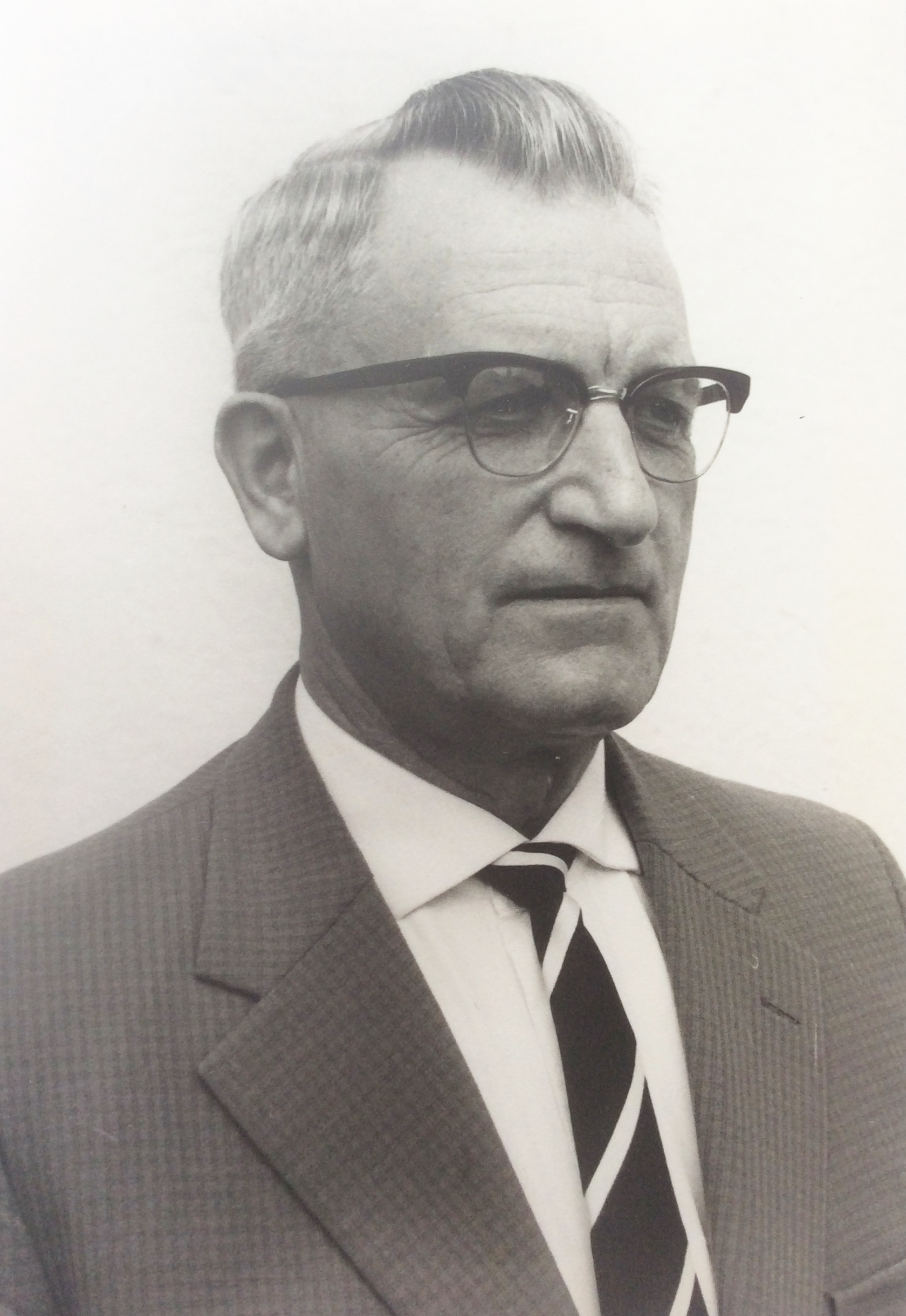
Wilhelm Johann Maier

Wilhelm Johann Maier (* 14. April 1901 in Untergröningen; † 7. Oktober 1977 in Obereisesheim) war Bürgermeister von Obereisesheim, Träger des Bundesverdienstkreuzes und Ehrenbürger der Stadt Neckarsulm, Gemeinde Obereisesheim.

## Kindheit, Ausbildung und erste berufliche Stationen
Als ältestes von sieben Kindern des Schneidermeisters Wilhelm Maier und seiner Frau Luise geb. Mangold wurde Wilhelm Maier am 14. April 1901 in Untergröningen geboren, einem kleinen Ort nordwestlich von Aalen, der heute zur Gemeinde Abtsgmünd (Ostalbkreis) gehört. Er besuchte die (1862 gegründete) Realschule in Untergröningen. Nach weiterer halbjähriger Vorbereitung legte er die sogenannte Einjährigenprüfung ab.
Seine Ausbildung begann er im April 1919 als Lehrling und Gehilfe beim Bürgermeisteramt Fichtenberg im Kreis Backnang. Nach der dreijährigen Lehrzeit war er als Gehilfe auf verschiedenen Ämtern in Weinsberg, Sulzbach am Kocher und Gaildorf tätig.
Im Mai 1924 bestand Maier die Prüfung für die Zulassung zur Verwaltungsschule in Stuttgart, die er von Oktober 1924 bis Juli 1925 besuchte. Dort legte er auch die Prüfung für den gehobenen Verwaltungsdienst ab.
Als Inspektor des gehobenen Dienstes war er danach bei den Landratsämtern Balingen, Spaichingen und beim Oberversicherungsamt in Stuttgart tätig (bis 15. April 1929).

## Die Bürgermeisterwahl
1928 bewarb sich Wilhelm Maier um das Amt des Bürgermeisters der damals 1340 Einwohner zählenden Gemeinde Obereisesheim (heute Ortsteil der Stadt Neckarsulm in Nordwürttemberg). Maier konnte sich mit der Mehrheit von 62 % der abgegebenen Stimmen gegen 22 Mitbewerber durchsetzen.

Maier trat sein Amt in wirtschaftlich und politisch schwieriger Zeit an. Seinen ersten Eindruck von der neuen Wirkungsstätte beschrieb er später mit den Worten: 

„Das ganze Dorf samt Straßen war alles andere als schön. Die Wasserversorgung mangelhaft und schlecht. Den Sportlern stand die primitive alte Kelter zur Verfügung.“

Rasch begann Maier mit der Umsetzung wichtiger kommunaler Infrastrukturmaßnahmen.

## Die ersten Jahre in Obereisesheim: Berufliche und private Wegmarken
Bis 1933 entstanden zwei Bauabschnitte der Ortskanalisation, die der Gemeinderat schon vor Maiers Amtsantritt beschlossen hatte. Bereits 1930 erfolgten der Ausbau von Feldwegen und die Asphaltierung der Ortsstraßen. Diese Baumaßnahmen trugen nicht nur zur Verbesserung der örtlichen Verhältnisse bei, sondern auch zur Senkung der Arbeitslosigkeit. 1933/34 wurde die Wasserversorgung verbessert, im November 1939 erfolgte die Einweihung des Kindergartens und am 1. Mai 1940 feierte man schließlich die Eröffnung der für damalige Verhältnisse fortschrittlichen Turn- und Festhalle, die sogar – und das ist wohl einmalig für eine Gemeinde dieser Größe – über ein Lehrschwimmbecken sowie Wannen- und Duschbäder verfügte.
Wilhelm Maier heiratete 1931 Elsa Frank, Tochter eines der größten Landwirte im Ort. Aus ihrer Ehe gingen drei Kinder hervor. Zu seinen Lieblingsbeschäftigungen gehörte das Bergsteigen. Auch las er gerne und war ein begeisterter Fotograf. Seine zahlreichen Fotos entwickelte er selbst im eigens dafür eingerichteten Labor.
Viel freie Zeit wird er jedoch nicht gehabt haben. Acht Jahre war Wilhelm Maier auch im Kirchengemeinderat und von 1930 bis 1968 Vorstandsmitglied und Vorsitzender der Spar- und Darlehnskasse Obereisesheim (spätere Genossenschaftsbank). Außerdem war er als erfahrener Verwaltungsfachmann auch über die Ortsgrenzen hinaus gefragt, z. B. im Württembergischen Gemeindetag. Bis 1939 wirkte er am Landratsamt als Kursleiter für die Ausbildung von Verwaltungskräften. Darüber hinaus war er von 1936 bis kurz vor Kriegsende auch Bürgermeister von Untereisesheim und ab 1939 auch als Verwaltungsaktuar auf den Rathäusern von Offenau, Biberach und Bonfeld tätig.

## Drittes Reich und Zweiter Weltkrieg
Während des „Dritten Reiches“ blieb Maier zunächst im Amt, und zwar bis Anfang 1943. Maier war NSDAP-Parteimitglied wie praktisch alle Bürgermeister jener Zeit. Am 22. November 1935 erhielt er vom Landrat des Württembergischen Oberamts Heilbronn die unmissverständliche Aufforderung, der NSV beizutreten. In dem Schreiben heißt es:

„Bei Ihrer Stellung als Führer der Gemeinde und im Hinblick auf die Notwendigkeit, dass Sie Ihre gesamte Tätigkeit in stetem Einklang mit den Zielen der Bewegung halten, erscheint es mit als selbstverständlich, dass Sie durch den Beitritt zur N.S.V. Ihre Verbundenheit mit dieser segensreichen Einrichtung zum Ausdruck bringen. Ich möchte Ihnen deshalb dringend empfehlen, Ihre Anmeldung zur N.S.V. nachzuholen. Sofern Sie glauben, dieser Anregung keine Folge geben zu können, müsste ich Sie ersuchen, mir unter eingehender Darlegung der Gründe darüber zu berichten.“

Seine Frau erinnerte sich in diesem Zusammenhang an folgende Begebenheit: Als die SA eines Winters die neu erstellte Turnhalle benutzen wollte, untersagte Maier dies wegen der befürchteten Schäden durch den Schnee auf dem neuen Parkett der Halle. Eine Rüge des Kreisleiters ließ nicht lange auf sich warten – wenn dies wieder vorkomme, sei Maier die längste Zeit Bürgermeister gewesen.

In einem Rückblick beschreibt Maier selbst die Zeit ab 1943: 

„Ich wurde im Februar 1943 zur Wehrmacht eingezogen, kam bei Nürnberg in amerikanische Gefangenschaft (Gefangenenlager Böhl-Iggelheim in der Pfalz, Böckingen/Heilbronn und Arbeitskommando Mannheim). Entlassung Ende 1945 aus dem Lazarett der Universitätsklinik Heidelberg. Dann auf allgemeine Anweisung der amerikanischen Besatzungsmacht wie sämtliche Bürgermeister entlassen.“

Maier kam mit Hungerödemen aus der Gefangenschaft zurück.
Die Geschäfte des Bürgermeisters führte während Maiers Abwesenheit zunächst der stellvertretende Bürgermeister Wieland. Im Zuge der Entnazifizierung wurden beide im April 1945 ihres Amtes enthoben – wie ja auch die anderen Bürgermeister im Landkreis.

## Wiederaufbau nach dem Zweiten Weltkrieg und die 1960er Jahre
Von 1945 bis 1948 leiteten Willi Treubel (April bis September 1945), Karl Korb (September 1945 bis Mai 1946) und der vom Gemeinderat gewählte Julius Horn die Verwaltung. Bereits im März 1946 aber bat Treubel den Landrat, Wilhelm Maier wieder zum Bürgermeister zu bestellen und fügte eine von 75 % der Wahlberechtigten unterzeichnete Unterschriftenliste bei, denn „die große Mehrheit der Bevölkerung von Obereisesheim wünscht allgemein die Wiederverwendung des früheren Bürgermeisters Maier in der Gemeindeverwaltung“.
Die Gemeinde Obereisesheim war im Verlauf der Kampfhandlungen im April 1945 zu 30 % zerstört worden. Sämtliche im Rathaus gelagerten Akten und Unterlagen waren restlos vernichtet. In der Petition hieß es, Maier sei zwar Mitglied der NSDAP gewesen, habe jedoch keinerlei Ämter oder Stellungen bekleidet und man brauche für den Wiederaufbau dringend einen erfahrenen Verwaltungsbeamten. Wilhelm Maier war übrigens am 26. September 1946 bereits vom Landratsamt Heilbronn mit der Besorgung der Verwaltungsaktuariatsgeschäfte in den Gemeinden Neuenstadt am Kocher und Oedheim beauftragt worden. Am 21. März 1948 wurde er unter drei Kandidaten mit 93 % der abgegebenen Stimmen wieder zum Bürgermeister von Obereisesheim gewählt.
Es fehlte an Lebensmitteln, Wohnraum für 500 Menschen (etwa 1/3 der Bevölkerung) sowie an Bau- und Brennmaterial. Auch diese schwierigen Aufgaben ging Maier zügig und mit viel Sachverstand an. Meilensteine des Wiederaufbaus waren beispielsweise der Neubau des zerstörten Rathauses, die Erschließung neuen Baugeländes ab 1952 und 1953 der Beschluss zur Errichtung eines neuen Schulhauses. Es wurde am 18. Mai 1957 als „Wilhelm-Maier-Schule“ eingeweiht. Im selben Jahr nahm die Kläranlage ihren Betrieb auf und 1960 erwarb die Gemeinde das Freibad von dem Kiesgrubenbetreiber Freyer. Bis zum Ende der Amtszeit von Wilhelm Maier im Jahre 1966 wurden zudem kommunale Wohnhausbauten, weitere Baulandumlegungen und die Sicherstellung der Wasserversorgung realisiert.
Am 6. Dezember 1953 wählte die Obereisesheimer Bevölkerung Maier mit 100 % der gültigen Stimmen wieder – dieses Mal auf 12 Jahre.

## Im Ruhestand
Sein Amt als Bürgermeister übte Wilhelm Maier bis zum Erreichen der Altersgrenze aus. Am 23. April 1966 wurde er in einer feierlichen Gemeinderatssitzung in den Ruhestand verabschiedet.
Für seine Verdienste um Obereisesheim verlieh die Gemeinde Wilhelm Maier am 9. Juni 1967 das Ehrenbürgerrecht. Im August des Vorjahres war er von Landrat mit dem Bundesverdienstkreuz am Bande ausgezeichnet worden.
In der Bevölkerung hatte Maier ein hohes Ansehen, das sich unter anderem in den ihm verliehenen Ehrenmitgliedschaften mehrerer Vereine zeigte.
Am 7. Oktober 1977 starb Wilhelm Maier im Alter von 76 Jahren.